# Никола Мијатовић
Никола Мијатовић (Београд, 12. јул 1999) српски је глумац. 

## Биографија
Никола Мијатовић је рођен у Београду 12. јула 1999. године. Од малих ногу се бавио фудбалом. Паралелно је похађао часове глуме у драмском студију „Маска“, где је позоришна публика имала прилике да га гледа у реномираним представама, највише у режији Предрага Стојменовића, „Талас“, „Лајање на звезде“, „Како је пропао рокенрол“, „Звездана прашина“, „Седам и по“, „Чернодрински се враћа кући“, „Животињска фарма“... 
Завршио је Седму београдску гимназију и данас успешно студира глуму на ФДУ у Београду у класи професора Срђана J. Карановића и асистента Душана Матејића.
Прославио се глумећи у ТВ серији Немањићи - рађање краљевине.

## Филмографија
| Год.       | Назив                       | Улога                    |
| ---------- | --------------------------- | ------------------------ |
| 2010. е    |                             |                          |
| 2014.      | Бранио сам Младу Босну      | млади Гаврило Принцип    |
| 2015.      | У лажи су дуге ноге         | Милош                    |
| 2017.      | Војна академија             | ученик                   |
| 2017−2018. | Немањићи - рађање краљевине | млади Стефан Првовенчани |
| 2018.      | Ургентни центар             | Јован Лазић              |
| 2021.      | Нечиста крв                 | Стојан                   |